# Jules Bourcier
Claude Marie Jules Bourcier (* 20. Februar 1797 in Cuisery; † 10. März 1873 in Quartier des Batignolles) war ein französischer Ornithologe, Politiker und Geschäftsmann.

## Leben und Wirken
Sein Vater Claude Marie Bourcier (1764–1829) und seine Mutter Jeanne Marie geb. Chambosse (1767–1830) stammten beide aus Cuisery und verstarben in Lyon. Am 20. Oktober 1820 ehelichte Bourcier Benoîte-Aline Jusserand (1802–1889) in Lyon. Aus der Ehe gingen zumindest die drei Kinder Claudine Hélène Elicia Alin geb. Bourcier (1821–1902), Jeanne Caroline Caelina (1824–1876) und Claude Joseph Héliodore (1826–1869) hervor. Im Jahr 1836 wurde er ordentliches Mitglied der Société d'agriculture, histoire naturelle et arts utiles de Lyon. Damals war er Händler und lebte in der port St-Chair, 19 in Lyon. Bourcier war Besitzer einer Spinnerei in Millery und lieferte der Société Séricicole in Paris beste Seide von Seidenspinnern, die er mit Maulbeerbättern fütterte.
Vom 5. Februar 1832 bis 26. November 1837 war er Bürgermeister in Millery. Hier besaß er das Landhaus La Sauvagère, welches sehr viel später auch der Sopranistin Ninon Eugénie Vallin (1886–1961) gehörte. Dank Bourcier konnte die Gemeinde 1836/37 ein großes Grundstück erwerben auf dem ein neues Rathaus gebaut wurde, dass allerdings im Jahr 1912 abgerissen wurde und schließlich durch das aktuelle Rathaus ersetzt wurde. Zusammen mit Geoffroy Morel entwickelte er eine Haspelmaschine für die sie 1839 von der Jury Central sur les Produits de l'Industrie Française die Bronzemedaille verliehen bekamen.
Von 1849 bis 1850 war er französischer Konsul in Quito. Im Jahr 1851 kehrte er nach Frankreich zurück und führte als erste Person den knolligen Sauerklee aus Peru zum Anbau in seinem Heimatland ein. Nach der Rückkehr lebte er zunächst in der quai de la Rapée, 46 in Paris.
Seine Frau verlängerte am 5. Juni 1861 ein Patent zur Herstellung von Seekabeln. Damals legten sie in der cité des Fleures, no 20 in Batignolles.

Eintrag seiner Geburt in Cuisery ist 2. Ventôse 5
Eintrag seiner Geburt in Cuisery durch die Eltern
Eintrag seiner Hochzeit am 20. Oktober 1820 mit Benoite Jusserand
Eintrag der Geburt von Claudine Hélène Elicia Bourcier am 20. Juli 1821
Eintrag der Geburt von Jeanne Caroline Caelina Bourcier am 17. Februar 1824
Eintrag der Geburt Claude Joseph Héliodore Bourcier am 18. Januar 1826
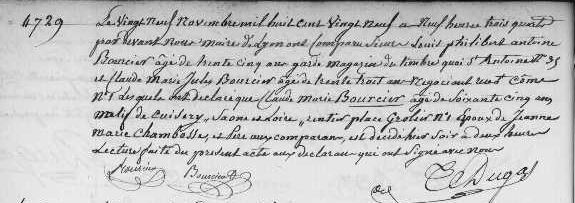
Eintrag Tod des Vaters 29. November 1829 in Lyon
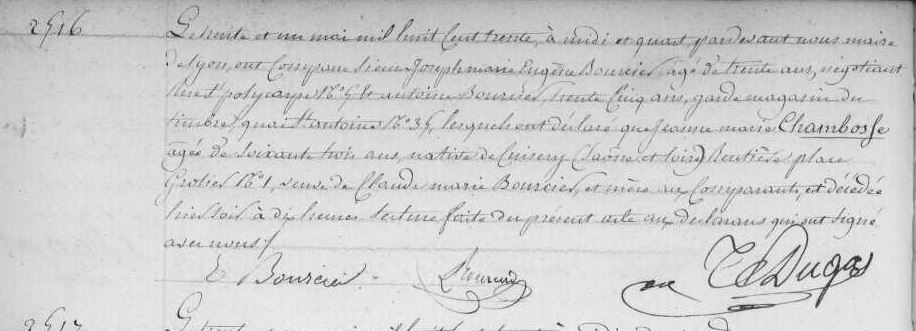
Eintrag Tod der Mutter 31. Mai 1830 in Lyon

Eintrag seines Todes im 17. Arrondissement von Paris

## Bourcier und die Wissenschaft
Bourcier war ein Experte für Kolibris und besaß eine der größten Kolibri-Sammlungen Frankreichs. Zwischen 1839 und 1856 beschrieb er, oft zusammen mit Étienne Mulsant und Adolphe Delattre, viele Kolibritaxa aus Mittel- und Südamerika, darunter die Wundersylphe (Loddigesia mirabilis), den Bronzeschwanz-Schattenkolibri (Glaucis dohrnii) oder einige Wollhöschen-Arten. Die meisten seiner wissenschaftlichen Artikel erschienen im Fachjournal Revue Zoologique. Oft findet man in der Literatur Jules Verreaux und Édouard Verreaux als Erstautoren der Unterart Lophornis chalybeus verreauxii, da die Überschrift im Originalartikel sie als Autoren ausweist. In einer Fehlerkorrektur im gleichen Heft stellen die beiden Brüder aber klar, dass Bourcier der alleinige Autor des Artikels ist. Bourcier wird außerdem fälschlicherweise in der Literatur oft als Mitautor bei der Erstbeschreibung des Roten Zwergmazamas (Mazama rufina) genannt. Dies ist aber ebenso falsch, denn Jacques Pucheran war alleiniger Autor des Artikels. Bourcier hatte nur das Typusexemplar dem Muséum national d’histoire naturelle zur Verfügung gestellt.
Die Bourcier Sammlung, die aus ca. 1000 Bälgen mit Papageien, Kolibris und Tangaren bestand, wurde von Thomas Bellerby Wilson (1807–1865) für die Academy of Natural Sciences in Philadelphia aufgekauft. Sein Bruder Edward Wilson (1808–1888), der in dieser Zeit England lebte, besorgte ihm die Sammlung im Jahre 1846.
Am 2. März 1874, nach seinem Tod, wurde seine komplette Kolibrisammlung in Paris verkauft. Der Naturalienhändler und Naturforscher Émile Deyrolle (1838–1917) publizierte für diese Auktion einen Katalog unter dem Namen Collection typique d'oiseaux mouches (Trochilidés).
Bourcier hatte zumindest einen Sohn namens Héliodore Bourcier, den er bei der Namensgebung bei der Prachtkehlelfe (Chaetocercus heliodor) (Bourcier, 1840) (Syn: Ornismya heliodori) bedachte, da in ihm die Liebe zur Wissenschaft und sein Interesse für die Naturgeschichte keimt. Auch seiner Frau widmete er ein Epitheton bei der Erstbeschreibung des Weißbrust-Höschenkolibris (Eriocnemis aline) (Syn: Ornismyia Aline).

## Mitgliedschaften
Bereits im Jahr 1839 wurde er Mitglied der im Jahr 1838 neu gegründeten Société Cuvierienne. Um 1857/58 wurde er Mitglied in der im Jahr 1854 gegründeten Société impériale zoologique d'acclimatation. 1856 wurde er Ehrenmitglied der Deutschen Ornithologen-Gesellschaft. Der Gesellschaft schrieb er im Jahr 1858 im Namen einer Kommission von Pariser Gelehrten einen Brief, zur Subskription für eine Gedenkmünze für den verstorbenen Charles Lucien Jules Laurent Bonaparte. Neben Bourcier waren Louis-Joseph-Napoléon, Graf von Cambacérès (1832–1868), Léonce Élie de Beaumont (1798–1874), Alfred Moquin-Tandon (1804–1863), Louis Félicien Joseph Caignart de Saulcy (1807–1880), Charles de Souancé (1823–1896), Joseph Paul Gaimard (1796–1858), Jules Verreaux (1807–1873), Félix Édouard Guérin-Méneville (1799–1874), John Edward Gray (1800–1875), John Gould (1804–1881), Ludwig Reichenbach (1793–1873) und Gustav Hartlaub (1814–1900) in der Kommission. Der Brief zur Subskription erschien u. a. im Journal für Ornithologie. Außerdem war er Mitglied der Société Séricicole in Paris, Vizepräsident der Société d'agriculture in Lyon und Präsident der Kommission für Seide. Nach der Rückkehr aus Südamerika wurde er korrespondierendes Mitglied der Société d'agriculture.

## Dedikationsnamen
Ludwig Georg Karl Pfeiffer (1805–1877) widmete Bourcier im Jahr 1851 die Schneckengattung Bourciera.
Mit dem Artepitheton für den Andenbartvogel (Eubucco bourcierii) machte ihm Frédéric de Lafresnaye 1845 seine Aufwartung. So schrieb Lafresnaye:

„Nous dédions cette charmante espèces à M. Jules Bourcier, à la générosité avec lequels il s'occupe si consciencieusement d'une bonne monographie de Trochylidées. (deutsch: Ich widme diese bezaubernde Art Herrn Jules Bourcier, für seinen Großmut, den er bei seinem gewissenhaften Studium bei seiner schönen Monografie über Kolibris an den Tag legte.“

Eine weitere Art mit seinem Namen wurde 1832 von René Primevère Lesson als Braunbauch-Schattenkolibri (Phaethornis bourcieri) beschrieben. Mit der Beschreibung kam eine Tafel, die Jean-Gabriel Prêtre (1768–1849) lieferte.
Charles Bonaparte bedachte ihn 1851 in einer Unterart der Braunohr-Bunttangare (Chlorochrysa calliparaea bourcieri), sowie 1855 in einer Unterart der Zügeltaube (Geotrygon frenata bourcieri). In seinem Conspectus generum avium aus dem Jahre 1850 erschuf Bonaparte die neue Gattung Bourcieria, in die er die Arten Ornismia torquata Boissonneau, 1840 (Synonym für den Violettscheitelkolibri (Coeligena torquata)), Trochilus Prunellei Bourcier, 1843 (Synonym für den Blauschulterkolibri (Coeligena prunellei)), Trochilus Conradii Bourcier, 1847 (Synonym für die Unterart des Brustband-Andenkolibri (Coeligena torquata conradii)) und Trochilus Wilsoni Delattre & Bourcier, 1846 (Synonym für den Braunkolibri (Coeligena wilsoni)) stellte. Später wurden alle Arten der Gattung Coeligena Lesson, 1832 zugeschlagen.
Georg Jan (1761–1866) und Ferdinando Sordelli (1837–1916) publizierten im Jahr 1867 eine neue Natternart unter dem Namen Dromicus Boursieri, die heute unter dem Namen Saphenophis boursieri bekannt ist. Da das Typusexemplar aus Muséum national d’histoire naturelle aus Quito stammte, ist es wahrscheinlich, dass es sich um einen Schreibfehler handelte und der Name zu Ehren Bourciers vergeben wurde. Im Englischen findet man deshalb auch den Trivialnamen Bourcier's Saphenophis.

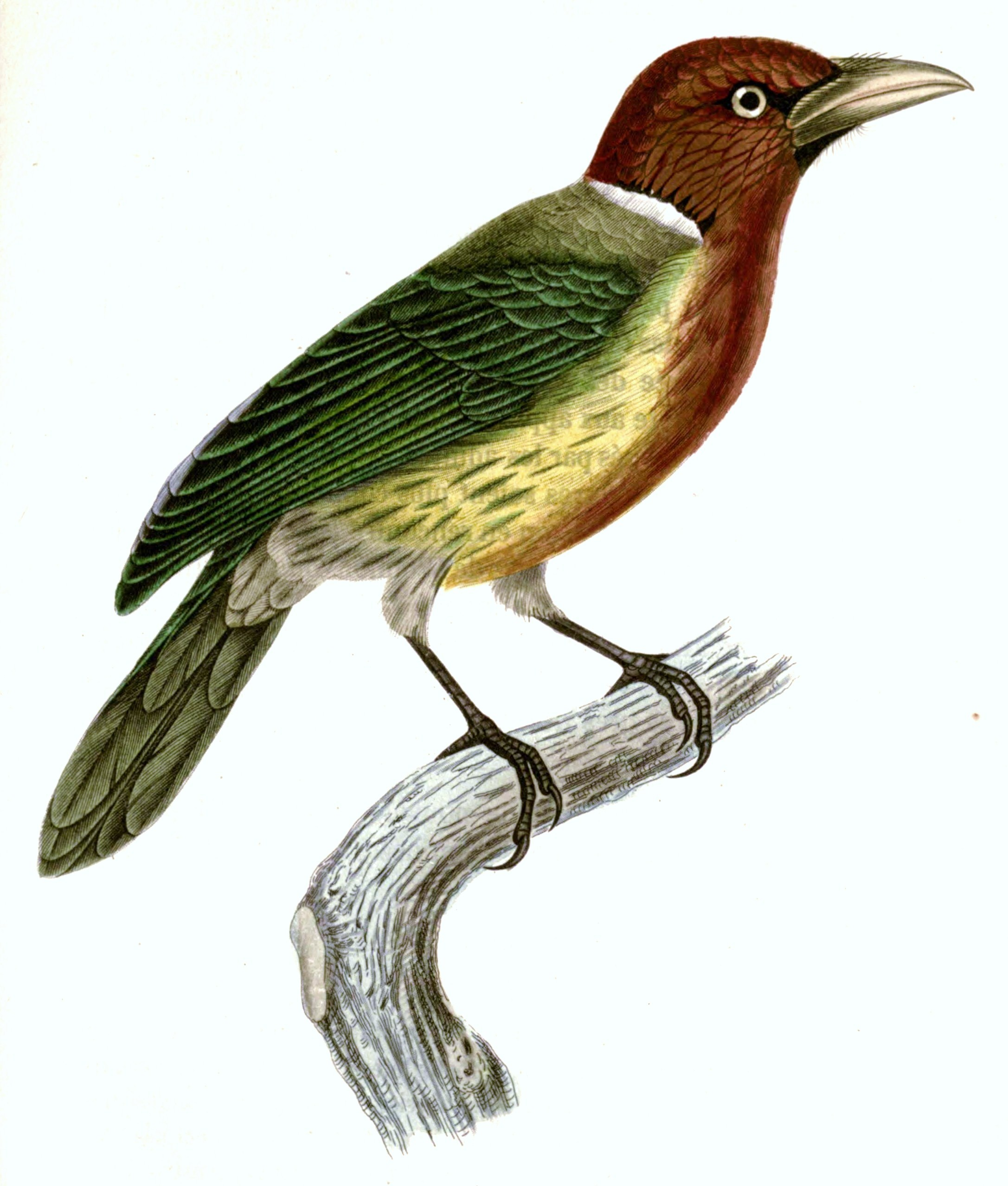
Andenbartvogel ♂ gedruckt von N. Rémond
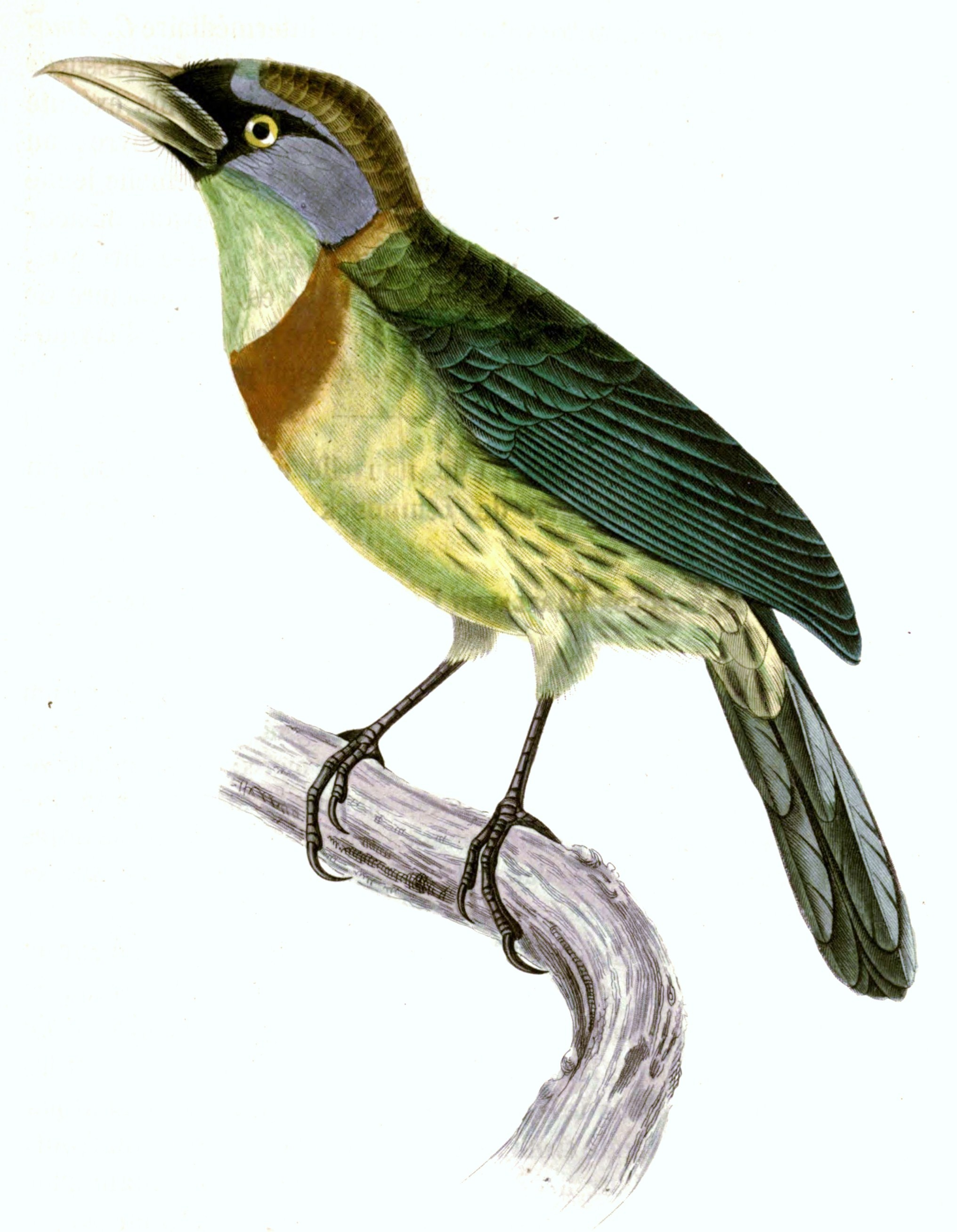
Andenbartvogel ♀ gedruckt von N. Rémond
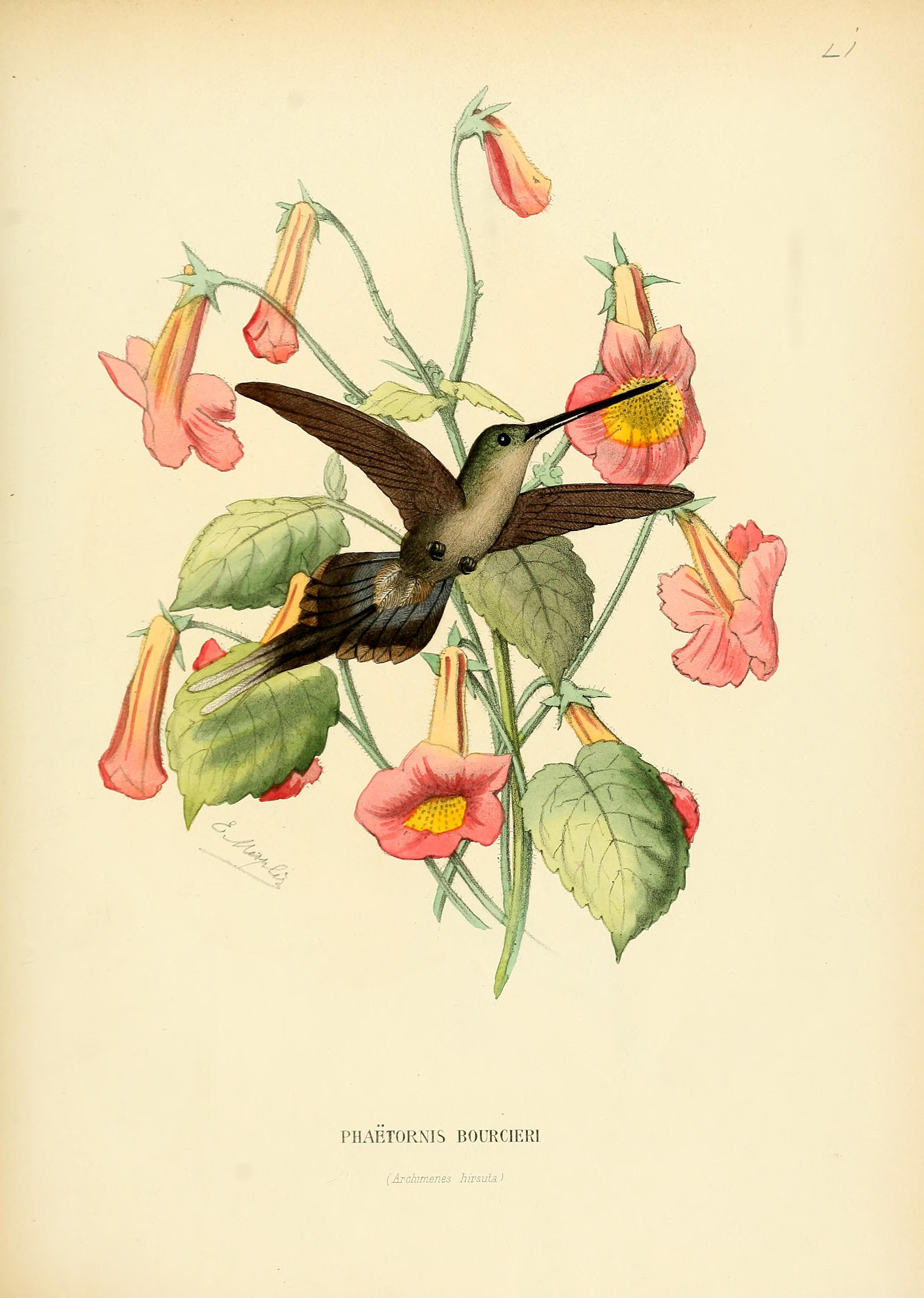
Braunbauch-Schattenkolibri (Phaethornis bourcieri) gemalt von Paul Eugène Mesples (1849–1924)
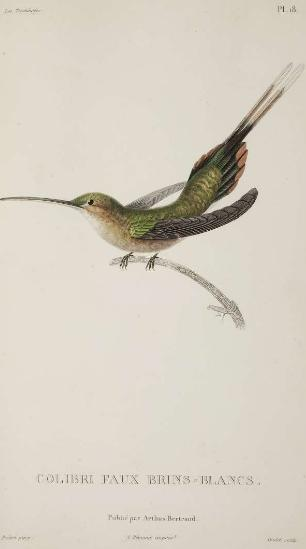
Braunbauch-Schattenkolibri (Phaethornis bourcieri) gemalt von Jean-Gabriel Prêtre (1768–1849)
1. Alsophis antillensis (Schlegel, 1837) & 2. Saphenophis boursieri (Jan, 1867)

## Erstbeschreibungen von Jules Bourcier
Jules Bourcier hat einige Arten und Unterarten als Erstautor beschrieben.

### Arten
Zu den Arten die Bourcier u. a. mitbeschrieben hat, gehören chronologisch:
- Rotfahnenelfe (Chaetocercus jourdanii) (Bourcier, 1839)
- Veilchenkopfelfe (Calypte costae) (Bourcier, 1839)
- Prachtkehlelfe (Chaetocercus heliodor) (Bourcier, 1840)
- Juliakolibri (Juliamyia julie) (Bourcier, 1843)
- Weißbauchelfe (Chaetocercus mulsant) (Bourcier, 1843)
- Weißbrust-Höschenkolibri (Eriocnemis aline) (Bourcier, 1843)
- Blaukappenamazilie (Amazilia cyanifrons) (Bourcier, 1843)
- Blauschulterkolibri (Coeligena prunellei) (Bourcier, 1843)
- Bunthalskolibri (Schistes geoffroyi) (Bourcier, 1843)
- Fleckenkehl-Schattenkolibri (Phaethornis anthophilus) (Bourcier, 1843)
- Grünbauchamazilie (Amazilia viridigaster) (Bourcier, 1843)
- Grünkolibri (Lepidopyga goudoti) (Bourcier, 1843)
- Grünschwanz-Smaragdkolibri (Chlorostilbon poortmani) (Bourcier, 1843)
- Purpurkron-Schmuckkolibri (Heliothryx barroti) (Bourcier, 1843)
- Rostkolibri (Aglaeactis cupripennis) (Bourcier, 1843)
- Violettkopfkolibri (Klais guimeti) (Bourcier, 1843)
- Violettkronennymphe (Thalurania colombica) (Bourcier, 1843)
- Violettstirn-Brillantkolibri (Heliodoxa leadbeateri) (Bourcier, 1843)
- Zimtbrustkolibri (Leucippus fallax) (Bourcier, 1843)
- Berg-Veilchenohrkolibri (Colibri cyanotus) (Bourcier, 1843)
- Andenamazilie (Amazilia franciae) (Bourcier & Mulsant, 1846)
- Blaukopfsaphir (Hylocharis grayi) (DeLattre & Bourcier, 1846)
- Braunbauch-Brillantkolibri (Heliodoxa rubinoides) (Bourcier & Mulsant, 1846)
- Bronzekopfamazilie (Amazilia candida) (Bourcier & Mulsant, 1846)
- Braunkolibri (Coeligena wilsoni) (DeLattre & Bourcier, 1846)
- Goldbrust-Höschenkolibri (Eriocnemis mosquera) (DeLattre & Bourcier, 1846)
- Goldschwanz-Saphirkolibri (Hylocharis eliciae) (Bourcier & Mulsant, 1846)
- Grünfadenelfe (Discosura conversii) (Bourcier & Mulsant, 1846)
- Grünes Glanzschwänzchen (Metallura williami) (DeLattre & Bourcier, 1846)
- Grünkehlnymphe (Lampornis viridipallens) (Bourcier & Mulsant, 1846)
- Grünkronennymphe (Thalurania fannyi) (DeLattre & Bourcier, 1846)
- Purpurkopfkolibri (Oreotrochilus chimborazo) (DeLattre & Bourcier, 1846)
- Edwardamazilie (Amazilia edward) (DeLattre & Bourcier, 1846)
- Fahlflügelkolibri (Coeligena lutetiae) (DeLattre & Bourcier, 1846)
- Kupferglanz-Höschenkolibri (Haplophaedia aureliae) (Bourcier & Mulsant, 1846)
- Rotschenkel-Flaggensylphe (Ocreatus addae) (Bourcier, 1846)
- Stahlgrüne Amazilie (Amazilia saucerrottei) (DeLattre & Bourcier, 1846)
- Schuppenbrustkolibri (Campylopterus cuvierii) (DeLattre & Bourcier, 1846)
- Schwarzfeder-Höschenkolibri (Eriocnemis derbyi) (DeLattre & Bourcier, 1846)
- Schwarzkinnkolibri (Archilochus alexandri) (Bourcier & Mulsant, 1846)
- Schwarzschwanzsylphe (Lesbia victoriae) (Bourcier & Mulsant, 1846)
- Weißspitzen-Glanzschwänzchen (Chalcostigma herrani) (DeLattre & Bourcier, 1846)
- Aricaelfe (Eulidia yarrellii) (Bourcier, 1847)
- Bahamasternkolibri (Calliphlox evelynae) (Bourcier, 1847)
- Blaustirn-Lanzettschnabel (Doryfera johannae) (Bourcier, 1847)
- Blaugesichtkolibri (Cynanthus doubledayi) (Bourcier, 1847)
- Graubauch-Schattenkolibri (Phaethornis augusti) (Bourcier, 1847)
- Grünstirn-Lanzettschnabel (Doryfera ludovicae) (Bourcier & Mulsant, 1847)
- Langschwanz-Höschenkolibri (Eriocnemis luciani) (Bourcier, 1847)
- Langschwanznymphe (Thalurania watertonii) (Bourcier, 1847)
- Méridakolibri (Coeligena torquata conradii) (Bourcier, 1847)
- Méridasonnennymphe (Heliangelus spencei) (Bourcier, 1847)
- Orangekehl-Schattenkolibri (Phaethornis philippii) (Bourcier, 1847)
- Purpurkehl-Sternkolibri (Calliphlox mitchellii) (Bourcier, 1847)
- Rosenkehlsylphe (Polyonymus caroli) (Bourcier, 1847)
- Rotbauchkolibri (Boissonneaua matthewsii) (Bourcier, 1847)
- Brustband-Brillantkolibri (Heliodoxa schreibersii) (Bourcier, 1847)
- Violettscheitel-Flaggensylphe (Loddigesia mirabilis) (Bourcier, 1847)
- Weißbinden-Schattenkolibri (Threnetes ruckeri) (Bourcier, 1847)
- Weißkehl-Sichelschnabel (Eutoxeres aquila) (Bourcier, 1847)
- Alicesmaragdkolibri (Chlorostilbon alice) (Bourcier & Mulsant, 1848)
- Tropfenbrustkolibri (Aglaeactis castelnaudii) (Bourcier & Mulsant, 1848)
- Orangerachenkolibri (Urochroa bougueri) (Bourcier, 1851)
- Hyazinthkolibri (Boissonneaua jardini) (Bourcier, 1851)
- Napodegenflügel (Campylopterus villaviscensio) (Bourcier, 1851)
- Purpurbrustkolibri (Urosticte benjamini) (Bourcier, 1851)
- Rotschwanz-Sichelschnabel (Eutoxeres condamini) (Bourcier, 1851)
- Schwarzkopf-Glanzschwänzchen (Chalcostigma stanleyi) (Bourcier, 1851)
- Smaragdschattenkolibri (Phaethornis yaruqui) (Bourcier, 1851)
- Türkiskehl-Höschenkolibri (Eriocnemis godini) (Bourcier, 1851)
- Bronzeschwanz-Schattenkolibri (Glaucis dohrnii) (Bourcier & Mulsant, 1852)
- Humboldtsaphirkolibri (Chrysuronia humboldtii) (Bourcier & Mulsant, 1852)
- Kupferfadenelfe (Discosura letitiae) (Bourcier & Mulsant, 1852)
- Schwarzbauch-Höschenkolibri (Eriocnemis nigrivestis) (Bourcier & Mulsant, 1852)
- Grünschopfelfe (Lophornis verreauxii) Bourcier, 1853
- Schillerschattenkolibri (Phaethornis idaliae) (Bourcier & Mulsant, 1856)

### Unterarten
Zu den Unterarten die Bourcier u. a. mitbeschrieben hat, gehören chronologisch:
- Unterart des Kolumbiensmaragdkolibris (Chlorostilbon gibsoni chrysogaster) (Bourcier, 1843)
- Unterart des Grünschattenkolibris (Phaethornis guy emiliae) (Bourcier & Mulsant, 1846)
- Unterart der Himmelssylphe (Aglaiocercus kingii mocoa) (DeLattre & Bourcier, 1846)
- Unterart der Rotfahnenelfe (Chaetocercus jourdanii rosae) (Bourcier & Mulsant, 1846)
- Unterart des Samtbauchkolibris (Lafresnaya lafresnayi saul) (DeLattre & Bourcier, 1846)
- Unterart der Zimtbauchamazilie (Amazilia rutila corallirostris) (Bourcier & Mulsant, 1846)
- Unterart der Glanzamazilie (Amazilia versicolor millerii) (Bourcier, 1847)
- Unterart der Beryllamazilie (Amazilia beryllina devillei) (Bourcier & Mulsant, 1848)
- Unterart des Bronzeschwanz-Saphirkolibris (Chrysuronia oenone josephinae) (Bourcier & Mulsant, 1848)
- Unterart des Goldbauch-Smaragdkolibris (Chlorostilbon lucidus pucherani) (Bourcier & Mulsant, 1848)
- Unterart der Grünschwanzsylphe (Lesbia nuna eucharis) (Bourcier & Mulsant, 1848)
- Unterart des Langschnabel-Schattenkolibris (Phaethornis longirostris cephalus) (Bourcier & Mulsant, 1848)
- Unterart des Grünstirn-Brillantkolibris (Heliodoxa jacula jamersoni) (Bourcier, 1851)
- Unterart des Funkenkehlkolibris (Heliomaster constantii leocadiae) (Bourcier & Mulsant, 1852)
- Unterart des Grünen Glanzschwänzchens (Metallura williami primolina) Bourcier, 1853
- Unterart des Blaukehlkolibris (Lepidopyga coeruleogularis coelina) (Bourcier, 1856)

## Werke (Auswahl)

### Jahr 1838
- Lettre de M. Jules Bourcier, de Lyon, Sur la culture du Multicaule et sur une nouvelle découverte pour la filature des cocons. In: Le Propagateur de l'industrie de la soie en France. Band 1, 1838, S. 332–333 (books.google.de).

### Jahr 1839
- Description de quelques espèces nouvelle d'Oiseaux-Mouches. In: Revue Zoologique par La Société Cuvierienne. Band 2, 1839, S. 294–295 (biodiversitylibrary.org).
- Lettre de M. Jules Bourcier, de Lyon, à M. Bosset, président de la chambre de commerce de Lyon, pour lui adresser quelques écheveaux de soie d'échantillon, récoltée dans le département du Rhône. In: Annales de la Société Sericole. Band 3, 1839, S. 297–299 (books.google.de).
- zusammen mit Théodore Poortman: Formation de la soie chez la chenille du Mûrier (Bombyx Mori, Fabricius): description de l'organe producteur de la matière soyeuse; examen microscopique de cette matière. In: Annales de la Société Sericole. Band 3, 1839, S. 301–306 (books.google.de).
- Rapport sur la filature d'un Cocon de la Phalaena Paphia. In: Annales des sciences physiques et naturelles, d'agriculture et d'industrie. Band 2, 1839, S. 253–255 (gallica.bnf.fr).
- Description d'une espèce nouvelle d'oiseaux-mouches. In: Annales des sciences physiques et naturelles, d'agriculture et d'industrie. Band 2, 1839, S. 389–392 (gallica.bnf.fr).

### Jahr 1840
- Oiseaux-Mouches nouveau. In: Revue Zoologique par La Société Cuvierienne. Band 3, 1840, S. 275 (biodiversitylibrary.org).
- Description et figures des trois espèces nouvelles d'oiseaux-mouches. In: Annales des sciences physiques et naturelles, d'agriculture et d'industrie. Band 3, 1840, S. 225–228 (gallica.bnf.fr).

### Jahr 1841
- Note sur le drap-feutre. In: Annales des sciences physiques et naturelles, d'agriculture et d'industrie. Band 4, 1841, S. 574–577 (gallica.bnf.fr).
- Description de l'adulte de l'Ornismia Bonapartei. In: Revue Zoologique par La Société Cuvierienne. Band 4, 1841, S. 177 (biodiversitylibrary.org).

### Jahr 1842
- Description de trois nouvelles espèces d'Oiseaux-mouches. In: Revue Zoologique par La Société Cuvierienne. Band 5, 1842, S. 373–374 (biodiversitylibrary.org).
- Description et figures des nouvelles espèces nouvelles d'oiseaux-mouches. In: Annales des sciences physiques et naturelles, d'agriculture et d'industrie. Band 5, 1842, S. 307–309 (reader.digitale-sammlungen.de).
- Description du nid de L'Oiseaux-Mouche Audebert. In: Annales des sciences physiques et naturelles, d'agriculture et d'industrie. Band 5, 1842, S. 310 (reader.digitale-sammlungen.de).
- Description et figures des plusieurs espèces nouvelles d'oiseaux-mouches. In: Annales des sciences physiques et naturelles, d'agriculture et d'industrie. Band 5, 1842, S. 344–345 (reader.digitale-sammlungen.de).

### Jahr 1843
- zusammen mit Étienne Mulsant: Description et figures de plusieurs espèces nouvelles d'oiseaux-mouches. In: Annales des sciences physiques et naturelles, d'agriculture et d'industrie. Band 6, 1843, S. 36–49 (gallica.bnf.fr).
- Description de deux nouvelles espèces d'Oiseaux-mouches de Colombie. In: Revue Zoologique par La Société Cuvierienne. Band 6, 1843, S. 2 (biodiversitylibrary.org).
- Oiseaux-mouches nouveaux ou mal connus. In: Revue Zoologique par La Société Cuvierienne. Band 6, 1843, S. 70–73 (biodiversitylibrary.org).
- Oiseaux-mouches nouveaux. In: Revue Zoologique par La Société Cuvierienne. Band 6, 1843, S. 99–104 (biodiversitylibrary.org).
- Description de trois nouvelles espèces d'oiseaux-mouche. In: L'Écho du monde savant et l'Hermès: journal analytique des nouvelles et des cours scientifiques (= 1). Band 10, Nr. 8, 1843, S. 176–177 (biodiversitylibrary.org).
- Oiseaux mouches nouveaux  ou mal connus. In: L'Écho du monde savant et l'Hermès: journal analytique des nouvelles et des cours scientifiques (= 1). Band 10, Nr. 31, 1843, S. 729–731 (biodiversitylibrary.org).

### Jahr 1845
- Explication du procédé par laquel on peut diviser avec avantage les qualités du fil de soie pendant l'étirage de cocon. In: Annales De La Société Séricicole. Band 8, 1845, S. 290–293 (books.google.de).
- Explication du procédé par laquel on peut diviser avec avantage les qualités du fil de soie pendant l'étirage de cocon. In: L'Écho du monde savant. Journal analytique des nouvelles et des cours scientifiques. Band 12, Nr. 45, 1845, S. 1000–1001 (gallica.bnf.fr).

### Jahr 1846
- zusammen mit Étienne Mulsant: Description de vingt espèces nouvelles d'oiseaux-mouches. In: Annales des sciences physiques et naturelles, d'agriculture et d'industrie. Band 9, 1846, S. 312–332 (biodiversitylibrary.org).
- zusammen mit Adolphe Delattre: Description de quinze espèce nouvelle de Trochilidèe, faisant partie de collections rapportées par M. Ad. De Lattre dont le précédentes excursions ont déjà enrichi plusieurs branches de L'histoire naturelle, et provenant de L'intérieur de Pérou, de républiques de l'Équateur, de la Nouvelle-Grenade et del'isthme de Panama. In: Revue Zoologique par La Société Cuvierienne. Band 6, 1846, S. 305–312 (biodiversitylibrary.org).
- Description de nouvelles espèces de Trochilidèe. In: Revue Zoologique par La Société Cuvierienne. Band 9, 1846, S. 312–314 (biodiversitylibrary.org).
- Description de vingt espèces de d'Oiseaux-mouches. In: Revue Zoologique par La Société Cuvierienne. Band 9, 1846, S. 314–316 (biodiversitylibrary.org).

### Jahr 1847
- zusammen mit Étienne Mulsant: Description d'une espèces nouvelles d'oiseaux-mouches (Trochilus Pichincha). In: Mémoires de l'Académie des sciences, belles-lettres et arts de Lyon. Band 2, 1847, S. 427–428 (books.google.de).
- zusammen mit Étienne Mulsant: Description d'une espèces nouvelles d'oiseaux-mouches (Trochilus Ludovicae). In: Annales des sciences physiques et naturelles, d'agriculture et d'industrie. Band 10, 1847, S. 136 (gallica.bnf.fr).
- Description de trois nouvelles espèces d'Osiseau-Mouches. In: Annales des sciences physiques et naturelles, d'agriculture et d'industrie. Band 10, 1847, S. 623–624 (gallica.bnf.fr).
- Description de quinze espèces Trochilidées du cabinet de M. Loggiges. In: Revue Zoologique par La Société Cuvierienne. Band 7, 1847, S. 253–260 (biodiversitylibrary.org).
- Description de deux espèces nouvelles de Trochilidées. In: Revue Zoologique par La Société Cuvierienne. Band 7, 1847, S. 260–261 (biodiversitylibrary.org).
- Description de quinze espèces Trochilidées du cabinet de M. Loddiges. In: Proceedings of the Zoological Society of London. Band 15, Nr. 171, 1847, S. 42–47 (biodiversitylibrary.org).
- Description de deux espèces nouvelles de Trochilidées. In: Proceedings of the Zoological Society of London. Band 15, 1847, S. 48 (biodiversitylibrary.org).
- Ricerche fatte sopra i bachi da seta. In: Atti della ottava Riunione degli scienziati italiani. 1847, S. 509–510 (books.google.de).

### Jahr 1848
- zusammen mit Étienne Mulsant: Description de quelques nouvelles espèces d'oiseaux-mouches. In: Revue zoologique par la Société cuviérienne. 1848, S. 269–275 (biodiversitylibrary.org).

### Jahr 1851
- zusammen mit Étienne Mulsant: Description d'une espèces nouvelles d'oiseaux-mouches (Trochilus Stanleyi). In: Annales des sciences physiques et naturelles, d'agriculture et d'industrie (= 2). Band 3, 1850, S. 199–203 (gallica.bnf.fr).
- Note sur onze espèces de Trochilidées. In: Revue et magasin de zoologie pure et appliquée (= 2). Band 3, 1851, S. 96–98 (biodiversitylibrary.org).
- Note sur onze espèces de Trochilidées. In: Comptes rendus hebdomadaires des séances de l'Académie des sciences. Band 32, 1851, S. 186–188 (gallica.bnf.fr).
- Rapport sur un mémoire sur la Lèpre, traduit du portugais, du docteur Rafael Echeverria, enferemé dans le lazaret de Quito (Équateur), ettransmis à l'Académie. In: Bulletin de l'Académie nationale de médecine. Band 16, 1851, S. 851–858 (gallica.bnf.fr).

### Jahr 1852
- zusammen mit Étienne Mulsant: Description de quelques nouvelles espèces d'oiseaux-mouches. In: Annales des sciences physiques et naturelles, d'agriculture et d'industrie (= 2). Band 4, 1852, S. 139–144 (gallica.bnf.fr).

### Jahr 1853
- Note du genre Lophornis, Ch. Bp. – Lophornis Verreauxii, Bourc. In: Revue et magasin de zoologie pure et appliquée (= 2). Band 5, 1853, S. 193 (biodiversitylibrary.org).
- Nouvelle espèces du genre Metallura, Gould. In: Revue et magasin de zoologie pure et appliquée (= 2). Band 5, 1853, S. 295–296 (biodiversitylibrary.org).

### Jahr 1854
- Nouvelle espèces du genre Hylocharis, Boie. In: Revue et magasin de zoologie pure et appliquée (= 2). Band 6, 1854, S. 457–458 (biodiversitylibrary.org).

### Jahr 1856
- zusammen mit Étienne Mulsant: Description deux  nouvelles espèces d'oiseaux-mouches (Trochilus Idaliae, Trochilus Aspasiae). In: Annales de la Société Linnéenne de Lyon. Band 3, 1856, S. 187–189 (biodiversitylibrary.org).
- Description d'une espèce nouvellement connu d'Oiseau-mouche du genre Pymornis (Conspectus Trochilorum, prince Ch. Bonaparte) famille des Trochilidés, sous-fam. 175 Pætorninés. In: Revue et magasin de zoologie pure et appliquée (= 2). Band 8, 1856, S. 552–553 (biodiversitylibrary.org).

### Jahr 1857
- Médaille en l'honneur du Prince Charles-Lucien Bonaparte. In: Revue et magasin de zoologie pure et appliquée (= 2). Band 9, 1857, S. 468–470 (biodiversitylibrary.org).

### Jahr 1858
- Denkmünze zu Ehren L. Bonaparte. In: Journal für Ornithologie. Band 8, Nr. 31, 1858, S. 94–95 (biodiversitylibrary.org).

### Jahr 1859
- zusammen mit Étienne Mulsant: Description du Lophornis Verreauxii. In: Annales des sciences physiques et naturelles, d'agriculture et d'industrie. Band 3, 1859, S. 364–365 (gallica.bnf.fr).

### Jahr 1874
- Collection typique d'oiseaux mouches (Trochilidés). E. Deyrolle, Paris 1874.